# Mitsunori Yamao
Mitsunori Yamao (jap. 山尾 光則, Yamao Mitsunori; * 13. April 1973 in der Präfektur Aichi) ist ein ehemaliger japanischer Fußballspieler.

## Karriere
Yamao erlernte das Fußballspielen in der Universitätsmannschaft der Aichi-Gakuin-Universität. Seinen ersten Vertrag unterschrieb er 1996 bei den Nagoya Grampus Eight. Der Verein spielte in der höchsten Liga des Landes, der J1 League. 1997 wechselte er zum Zweitligisten Ventforet Kofu. Für den Verein absolvierte er 54 Spiele. 1999 wechselte er zum Ligakonkurrenten FC Tokyo. 1999 wurde er mit dem Verein Vizemeister der J2 League und stieg in die J1 League auf. Für den Verein absolvierte er 16 Spiele. Im Mai 2002 wechselte er zum Zweitligisten Cerezo Osaka. Für den Verein absolvierte er 17 Spiele. 2003 wechselte er zum Ligakonkurrenten Yokohama FC. Für den Verein absolvierte er 108 Spiele. Ende 2005 beendete er seine Karriere als Fußballspieler.

## Erfolge
Nagoya Grampus Eight
- J1 League

Vizemeister: 1996